# Лосево (Ярцевский район)
Лосево — деревня в Ярцевском районе Смоленской области России. Входит в состав Кротовского сельского поселения. Население — 51 житель (2007 год). 
Расположена в северной части области в 22 км к северу от Ярцева, в 23 км севернее автодороги М1 «Беларусь», на берегу реки Касицкая. В 24 км юго-восточнее деревни расположена железнодорожная станция Милохово на линии Москва — Минск. 

## История
В годы Великой Отечественной войны деревня была оккупирована гитлеровскими войсками в июле 1941 года, освобождена в сентябре 1943 года.